# 59e Primetime Emmy Awards
De 59e Primetime Emmy Awards, waarbij prijzen werden uitgereikt in verschillende categorieën voor de beste Amerikaanse televisieprogramma's die in primetime werden uitgezonden tijdens het televisieseizoen 2006-2007, vond plaats op 16 september 2007 in het Shrine Auditorium in Los Angeles, Californië.

## Winnaars en nominaties - televisieprogramma's
(De winnaars staan bovenaan in vet lettertype.)

#### Dramaserie
(Outstanding Drama Series)
- The Sopranos
  - Boston Legal
  - Grey's Anatomy
  - Heroes
  - House

#### Komische serie
(Outstanding Comedy Series)
- 30 Rock
  - Entourage
  - The Office
  - Two and a Half Men
  - Ugly Betty

#### Miniserie
(Outstanding Mini Series)
- Broken Trail
  - Prime Suspect: The Final Act
  - The Starter Wife

#### Televisiefilm
(Outstanding Made for Television Movie)
- Bury My Heart At Wounded Knee
  - Inside The Twin Towers
  - Longford
  - The Ron Clark Story
  - Why I Wore Lipstick To My Mastectomy

#### Varieté-, Muziek- of komische show
(Outstanding Variety, Music or Comedy Series)
- The Daily Show with Jon Stewart
  - Late Night with Conan O'Brien
  - Late show with David Letterman
  - Real Time with Bill Maher
  - The Colbert Report

#### Reality competitie
(Outstanding Reality-Competition Program)
- The Amazing Race
  - American Idol
  - Dancing with the Stars
  - Project Runway
  - Top Chef

## Winnaars en nominaties - acteurs

### Hoofdrollen

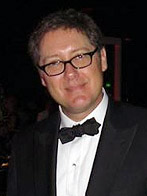
James Spader (Boston Legal), winnaar mannelijke hoofdrol in een dramaserie

#### Mannelijke hoofdrol in een dramaserie
(Outstanding Lead Actor in a Drama Series)
- James Spader als Alan Shore in Boston Legal
  - James Gandolfini als Tony Soprano in The Sopranos
  - Hugh Laurie als Gregory House in House
  - Kiefer Sutherland als Jack Bauer in 24
  - Denis Leary als Tommy Gavin in Rescue Me

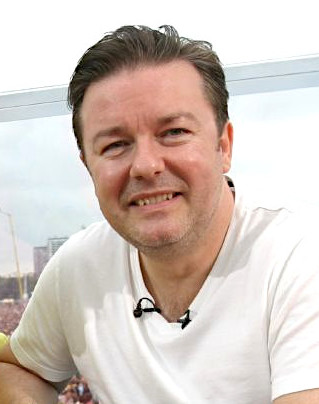
Ricky Gervais (Extras), winnaar mannelijke hoofdrol in een komische serie

#### Mannelijke hoofdrol in een komische serie
(Outstanding Lead Actor in a Comedy Series)
- Ricky Gervais als Andy Millman in Extras
  - Alec Baldwin als Jack Donaghy in 30 Rock
  - Tony Shalhoub als Adrian Monk in Monk
  - Steve Carell als Michael Scott in The Office
  - Charlie Sheen als Charlie Harper in Two and a Half Men

#### Mannelijke hoofdrol in een miniserie of televisiefilm
(Outstanding Lead Actor in a Miniseries or Movie)
- Robert Duvall als Prentice Ritter in Broken Trail
  - Tom Selleck als Jesse Stone in Jesse Stone: Sea Change
  - Jim Broadbent als Lord Longford in Longford
  - William H. Macy als Clyde Umney & Sam Landry in Nightmares and Dreamscapes: From the Stories of Stephen King
  - Matthew Perry als Ron Clark in The Ron Clark Story

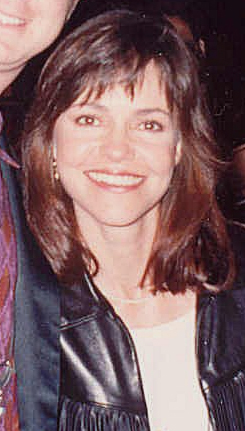
Sally Field (Brothers & Sisters), winnaar vrouwelijke hoofdrol in een dramaserie

#### Vrouwelijke hoofdrol in een dramaserie
(Outstanding Lead Actress in a Drama Series)
- Sally Field als Nora Walker in Brothers & Sisters
  - Edie Falco als Carmela Soprano in The Sopranos
  - Patricia Arquette als Alison Dubois in Medium
  - Minnie Driver als Dahlia Malloy in The Riches
  - Mariska Hargitay als Olivia Benson in Law & Order: Special Victims Unit
  - Kyra Sedgwick als Brenda Leigh Johnson in The Closer

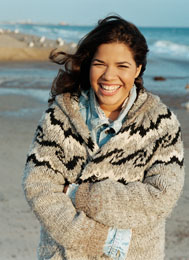
America Ferrera (Ugly Betty), winnaar vrouwelijke hoofdrol in een komische serie

#### Vrouwelijke hoofdrol in een komische serie
(Outstanding Lead Actress in a Comedy Series)
- America Ferrera als Betty Suarez in Ugly Betty
  - Felicity Huffman als Lynette Scavo in Desperate Housewives
  - Julia Louis-Dreyfus als Christine Campbell in The New Adventures of Old Christine
  - Tina Fey als Liz Lemon in 30 Rock
  - Mary-Louise Parker als Nancy Botwin in Weeds

#### Vrouwelijke hoofdrol in een miniserie of televisiefilm
(Outstanding Lead Actress in a Miniseries or a Movie)
- Helen Mirren als Jane Tennison in Prime Suspect: The Final Act
  - Queen Latifah als Ana in Life Support
  - Mary-Louise Parker als Zenia Arden in The Robber Bride
  - Debra Messing als Molly Kagan in The Starter Wife
  - Gena Rowlands als Melissa Eisenbloom in What If God Were The Sun

### Bijrollen

#### Mannelijke bijrol in een dramaserie
(Outstanding Supporting Actor in a Drama Series)
- Terry O'Quinn als John Locke in Lost
  - Michael Imperioli als Christopher Moltisanti in The Sopranos
  - William Shatner als Denny Crane in Boston Legal
  - T.R. Knight als George O'Malley in Grey's Anatomy
  - Masi Oka als Hiro Nakamura in Heroes
  - Michael Emerson als Benjamin Linus in Lost

#### Mannelijke bijrol in een komische serie
(Outstanding Supporting Actor in a Comedy Series)
- Jeremy Piven als Ari Gold in Entourage
  - Kevin Dillon als Johnny Drama in Entourage
  - Neil Patrick Harris als Barney Stinson in How I Met Your Mother
  - Rainn Wilson als Dwight Schrute in The Office
  - Jon Cryer als Alan Harper in Two and a Half Men

#### Mannelijke bijrol in een miniserie of televisiefilm
(Outstanding Supporting Actor in a Miniseries or Movie)
- Thomas Haden Church als Tom Harte in Broken Trail
  - Aidan Quinn als Senator Dawes in Bury My Heart at Wounded Knee
  - August Schellenberg als Sitting Bull in Bury My Heart at Wounded Knee
  - Edward Asner als Luke Spelman in The Christmas Card
  - Joe Mantegna als Lou Manahan in The Starter Wife

#### Vrouwelijke bijrol in een dramaserie
(Outstanding Supporting Actress in a Drama Series)
- Katherine Heigl als Izzie Stevens in Grey's Anatomy
  - Lorraine Bracco als Dr. Jennifer Melfi in The Sopranos
  - Aida Turturro als Janice Soprano in The Sopranos
  - Rachel Griffiths als Sarah Whedon in Brothers & Sisters
  - Chandra Wilson als Miranda Bailey in Grey's Anatomy
  - Sandra Oh als Cristina Yang in Grey's Anatomy

#### Vrouwelijke bijrol in een komische serie
(Outstanding Supporting Actress in a Comedy Series)
- Jaime Pressly als Joy Turner in My Name Is Earl
  - Jenna Fischer als Pam Beesly in The Office
  - Conchata Ferrell als Berta in Two and a Half Men
  - Holland Taylor als Evelyn Harper in Two and a Half Men
  - Vanessa L. Williams als Wilhelmina Slater in Ugly Betty
  - Elizabeth Perkins als Celia Hodes in Weeds

#### Vrouwelijke bijrol in een miniserie of televisiefilm
(Outstanding Supporting Actress in a Miniseries or Movie)
- Judy Davis als Joan McAllister in The Starter Wife
  - Greta Scacchi als Nola Johns in Broken Trail
  - Anna Paquin als Elaine Goodale in Bury My Heart at Wounded Knee
  - Samantha Morton als Myra Hindley in Longford
  - Toni Collette als Kathy Graham in Tsunami: The Aftermath

### Gastrollen

#### Mannelijke gastrol in een dramaserie
(Outstanding Guest Actor in a Drama Series)
- John Goodman als Judge Robert Bebe in Studio 60 on the Sunset Strip
  - Christian Clemenson als Jerry Espenson in Boston Legal
  - Forest Whitaker als Curtis Ames in ER
  - David Morse als Michael Tritter in House
  - Eli Wallach als Eli Weintraub in Studio 60 on the Sunset Strip
  - Tim Daly als J.T. Dolan in The Sopranos

#### Mannelijke gastrol in een komische serie
(Outstanding Guest Actor in a Comedy Series)
- Stanley Tucci als David Ruskin in Monk
  - Martin Landau als Bob Ryan in Entourage
  - Ian McKellen als er selbst in Extras
  - Beau Bridges als Carl Hickey in My Name is Earl
  - Giovanni Ribisi als Ralph Mariano in My Name is Earl

#### Vrouwelijke gastrol in een dramaserie
(Outstanding Guest Actress in a Drama Series)
- Leslie Caron als Lorraine Chalmers in Law & Order: Special Victims Unit
  - Jean Smart als Martha Logan in 24
  - Kate Burton als Ellis Grey in Grey's Anatomy
  - Elizabeth Reaser als Jane Doe in Grey's Anatomy
  - Marcia Gay Harden als Star Morrison in Law & Order: Special Victims Unit

#### Vrouwelijke gastrol in een komische serie
(Outstanding Guest Actress in a Comedy Series)
- Elaine Stritch als Colleen Donaghy in 30 Rock
  - Dixie Carter als Gloria Hodge in Desperate Housewives
  - Laurie Metcalf als Carolyn Bigsby in Desperate Housewives
  - Judith Light als Claire Meade in Ugly Betty
  - Salma Hayek als Sofia Reyes in Ugly Betty